# Salanoia
Salanoia е род Мадагаскарски мангустоподобни бозайници от разред Хищници с два описани вида, открити на остров Мадагаскар. Името Salanoia произлиза от името на единия от двата вида – салано (Salanoia concolor).
Мадагаскарското народно име, което изглежда се прилага за няколко местни вида местни мангустоподобни хищници в близките родове Salanoia, Galidia и Galidictis, е „вонцира“.

## Класификация
Род Salanoia включва два вида:
- салано (Salanoia concolor)
- мунго на Дърел (Salanoia durrelli)